# Millbrae
Millbrae ist eine Stadt im San Mateo County im US-Bundesstaat Kalifornien mit 23.216 Einwohnern (Stand: 2020). Die geographischen Koordinaten sind: 37,60° Nord, 122,40° West. Das Stadtgebiet hat eine Größe von 8,4 km².

## Städtepartnerschaften
- La Serena, Chile